# Alfred von Behr
Alfred Louis Ernst von Behr (* 6. November 1812 in Köthen; † 1. Januar 1862 in St. Louis, USA) war ein deutscher Mediziner und Politiker.

## Leben
Als Sohn des späteren Herzoglich anhaltischen Geheimen Finanzrats und Kammerpräsidenten August Ludwig von Behr und Bruder von Ottmar von Behr geboren, studierte Alfred von Behr nach dem Besuch des Gymnasiums in Wetzlar und, nachdem er dort relegiert worden war, des Gymnasiums in Köthen, Rechtswissenschaft und dann Medizin in Leipzig, Heidelberg, Paris, Zürich und Berlin. Während seines Studiums wurde er 1833 Mitglied der Alten Heidelberger Burschenschaft Franconia, weshalb er von der Universität Heidelberg 1834 relegiert wurde und nach Paris ging. Anschuldigungen, er gehöre zum Heidelberger Politischen Klub und wäre Mitwisser des Frankfurter Wachensturms, konnten ihm letztendlich nicht nachgewiesen werden. Er wurde im Schwarzen Buch der Frankfurter Zentralbehörde (1833–1838) eingetragen. Die Preußische Ministerialkommission ließ ihn 1835 observieren und stellte einen Haftbefehl für den Fall aus, dass er nach Preußen einreise. In Paris stand er in Kontakt zu Mitgliedern des Jungen Deutschland und nahm an einer Feier zum Hambacher Fest teil. Als er 1838 zum Studium nach Berlin ging, wurde er wieder observiert und 1839 aus der Stadt verwiesen. In Berlin hatte er gemeinsam mit seinem Bruder Verbindungen zu den Junghegelianern unterhalten. In Heidelberg wurde er 1839 mit summa cum laude zum Dr. med. promoviert. 1840 bestand er in Anhalt-Köthen das medizinische Landexamen und ging 1841 wieder nach Berlin, wo er vor allem bei Johann Friedrich Dieffenbach studierte. Einen erneuten Ausweisungsbefehl des Innenministers konnte er durch ein Gesuch beim preußischen König aufheben, da er aufgrund einer Kabinettsorder vom 17. Juni 1841 eine Aufenthaltsgenehmigung erhielt.
Einige Monate später ging er nach Köthen, wo er als Praktischer Arzt arbeitete und medizinisch veröffentlichte. Er stand immer noch im Kontakt zu den Oppositionellen in Preußen. 1847 besuchte ihn Hoffmann von Fallersleben. In Köthen war er Mitglied der Ratskellergesellschaft, in der Liberale und Demokraten zusammenkamen. Während der Revolution 1848/49 war er im Vorstand des Köthener demokratischen Volksvereins und war Redakteur der demokratischen Zeitung Die Lichtputze. Ein höchst nothwendiges Organ für die Zeit. Er arbeitete auch für die Anhaltische Volks-Zeitung und die Zeitung Die Verfassung. Er wurde Abgeordneter des Landtags von Anhalt-Köthen und des Vereinigten Landtags von Anhalt-Dessau-Köthen. Im Provisorischen Komitee zur Erörterung der Verfassungsfrage war er maßgeblich an der Entwicklung einer demokratischen Verfassung für Anhalt-Dessau und Anhalt-Köthen beteiligt. 1849 gewährte er flüchtigen Demokraten Unterschlupf, unter anderem Michail Alexandrowitsch Bakunin.
1850 emigrierte er in die USA, wo er bei seinem Bruder in Sisterdale lebte und später eine ärztliche Praxis in St. Louis aufmachte. Dort lebte sein Freund Enno Sander, mit dem er gemeinsam die Revolution in Köthen erlebt hatte, und der ihn am Ende seines Lebens pflegte. In dessen Haus starb Behr 1862. In den USA hatte er seinen Adelstitel abgelegt.

## Veröffentlichungen
- Taschenbuch der Anatomie des Menschen. Erlangen, 1845. (gemeinsam mit Julius Minding) (Digitalisat)